# Торгівля людьми у Німеччині
Німеччина є європейською державою, яка виступає як джерело, транзитна, організаційна та країна призначення для жінок, дітей і чоловіків, які стають жертвами торгівлі людьми, зокрема примусової проституції та примусової праці.
Уряд Німеччини відповідає мінімальним стандартам для ліквідації торгівлі людьми, але не впровадив рекомендації Європейського Союзу з питань зменшення сексуального рабства. Уряд зробив значний прогрес у розв'язанні питань примусової праці. Доступна статистика свідчить про те, що більшість засуджених злочинців, які займались торгівлею людьми на роботу та у сексі, не були зобов'язані відбувати покарання у в'язниці, що викликає обурення через недостатність покарань для злочинців.
Департамент держави США з питань моніторингу та боротьби з торгівлею людьми США помістив країну у «Рівень 1» у 2017 році.

## Постраждалі
Дев'яносто відсотків ідентифікованих жертв торгівлі людьми для комерційної сексуальної експлуатації походили з Європи, зокрема 28 відсотків з Німеччини, 20 відсотків з Румунії і 18 відсотків з Болгарії. Неєвропейські жертви походять з Нігерії, інших частин Африки, Азії, Європи та Америки. Майже чверть ідентифікованих жертв торгівлі людьми були дітьми. Більшість ідентифікованих жертв сексуальної торгівлі були експлуатовані в барах, борделях і квартирах — приблизно третина ідентифікованих жертв сексуальної торгівлі повідомила, що спочатку погодилася займатися проституцією. Жертви примусової праці були виявлені в готелях, домашній службі, будівельних майданчиках та ресторанах. Поліція оцінює, що банди привезли в Німеччину близько 1 000 китайців протягом останнього десятиліття і змушували їх працювати в ресторанах за умов експлуатації.

## Переслідування
Більшість засуджених торговців не обов'язково повинні відбувати покарання у в'язниці. Проте уряд Німеччини здійснив певний прогрес щодо засудження злочинців, які займались сексуальною та примусовою працею. Німеччина забороняє всі форми торгівлі людьми; торгівля людьми для комерційної сексуальної експлуатації каралася за статтею 232 її Кримінального кодексу, а примусова праця — за статтею 233. Законодавство передбачає покарання від шести місяців до десяти років ув'язнення.
Зазвичай судді в Німеччині призупиняють виконання вироків ув'язнення на строк до двох років для всіх злочинів, включаючи торгівлю людьми. У 2008 році органи влади притягли до відповідальності 173 особи за сексуальну торгівлю, останній рік, за яким були доступні статистичні дані. З них 138 осіб були засуджені, включаючи сімох неповнолітніх, порівняно зі 123 засудженнями за сексуальну торгівлю у 2007 році. Зі 131 дорослих осіб, засуджених за сексуальну торгівлю, 92 — або 70 відсотків — отримали або грошове покарання, або умовне ув'язнення. Строки ув'язнення для інших варіювалися від двох до десяти років ув'язнення.
У 2008 році влада притягла до відповідальності 25 осіб за торгівлю людьми на роботу; 16 з них були засуджені, включаючи сімох неповнолітніх, порівняно з вісьмома засудженнями за торгівлю людьми на роботу у 2007 році. З дев'яти осіб-злочинців, які займалися торгівлею людьми на роботу, одній було винесено вирок ув'язнення на строк від трьох до п'яти років, і восьмеро отримали умовні вироки або грошове покарання. Поліція підвищила зусилля у боротьбі з торгівлею людьми на роботу у 2008 році — понад 1 300 поліцейських і митних службовців брали участь в облавах в декількох містах. Не було повідомлень про співучасть урядових посадовців у торгівлі людьми протягом періоду звіту. Уряд, спільно з НГО, надавав різні спеціалізовані навчання з питань протидії торгівлі людьми суддям, прокурорам і поліцейським. Федеральне кримінальне поліцейське управління з боротьби з торгівлею людьми координувало міжнародні справи щодо торгівлі людьми та сприяло співпраці з іншими країнами, запропонувавши навчальні програми для закордонних правоохоронних органів.

## Захист
Під час періоду звіту німецький уряд надав фінансові ресурси на суму 500 000 євро для захисту жертв. Федеральне міністерство сім'ї використовувало ці кошти для капіталізації об'єднуючої організації, яка представляла 39 НГО та консультаційних центрів, що надавали або сприяли притулку, медичному і психологічному догляду, правовій допомозі та іншим послугам для жертв. Більшість цих НГО спеціалізувалися на дорослих жіночих жертвах; проте деякі НГО, спільно з місцевими службами соціального захисту молоді уряду, також надавали допомогу дитячим жертвам. Деякі з цих НГО також надавали свої послуги чоловічим жертвам. Уряд продовжував розповсюджувати офіційні рекомендації з техніки ідентифікації жертв поліції, консультаційним центрам, прокурорам і суддям. За даними федеральної поліції, органи влади самостійно ідентифікували 38 відсотків всіх зареєстрованих урядом жертв у 2008 році. Органи реєстрували 676 жертв сексуальної торгівлі та 96 жертв примусової праці у 2008 році, що в порівнянні з 689 жертвами сексуальної торгівлі та 101 жертвами примусової праці, ідентифікованими у 2007 році. Формальні механізми направлення жертв існували в 12 з 16 німецьких федеральних земель. Уряд публічно закликав жертв співпрацювати у розслідуванні справ щодо торгівлі людьми; однак поліція та НГО повідомляли, що жертви часто боялися співпрацювати з правоохоронцями через страх реталіації з боку торговців людьми. Уряд надавав юридичні альтернативи депортації іноземців-жертв до країн, де вони можуть стикнутися з труднощами або реталіацією. Жертвам торгівлі людьми надавалось 30-денний строк на обдумання, чи співпрацювати з розслідуванням.
Жертвам, які погодилися бути свідками, надавали тимчасові дозволи на проживання лише на тривалість судового розгляду, і в дуже рідкісних випадках — довгострокові дозволи на проживання, наприклад, коли жертва стикалася з серйозними загрозами у країні походження.
За даними, уряд не карал жертв за незаконні дії, скоєні внаслідок торгівлі людьми. Федеральний Німецький інститут прав людини у липні 2009 року розпочав проєкт на суму 800 000 доларів США з надання допомоги жертвам торгівлі людьми у здійсненні їхніх фінансових прав перед німецькими судами, оскільки деякі жертви подавали заяви на фінансову компенсацію.

## Запобігання
Під час періоду звіту уряд здійснив певний прогрес у справі запобігання торгівлі людьми. Уряд продовжував виділяти фінансування НГО, які створювали публічні освітні кампанії в Німеччині та за кордоном через веб-сайти, листівки, телефонні гарячі лінії, брошури та виступи на публіці.
Уряд не приймав заходів щодо зменшення попиту на комерційні сексуальні акти або спрямованої на потенційних клієнтів у деяких найвідоміших червоних кварталах Німеччини, таких як в Гамбурзі. Берлінська НГО, фінансована в основному Сенатом Берліна, здійснювала діяльність з підвищення обізнаності про торгівлю людьми, спрямовану на клієнтів сексуальної торгівлі. Федеральна поліція Німеччини публікувала щорічний звіт, в якому містилися статистичні дані щодо її діяльності з боротьби з торгівлею людьми. Міністерство праці замовило дослідження у 2009 році для оцінки розмаху та відповіді уряду на торгівлю людьми на роботу. Федеральне міністерство сім'ї, яке відповідає за впровадження національного плану дій щодо боротьби з торгівлею людьми, очолювало міжвідомчу робочу групу федерального рівня з питань торгівлі жінками для сексу. Міністерство закордонних справ надало приблизно 297 000 доларів США на проєкти щодо боротьби з торгівлею людьми в Україні, Молдові та регіоні Меконгу. Уряд підтримував партнерство з ECPAT для підвищення обізнаності з проблеми сексуального туризму дітей; не було повідомлень про нові судові переслідування громадянами Німеччини за сексуальний туризм дітей за кордоном протягом періоду звіту. Уряд надавав навчання щодо обізнаності з торгівлею людьми командирам німецьких військових підрозділів перед їх відправленням за кордон на міжнародні миротворчі місії; навчання спрямовувалося на те, як командири могли б підвищувати обізнаність своїх підлеглих стосовно торгівлі людьми.